# Ander Garitano Urkizu
Ander Garitano Urkizu (Derio, 26 de febrer de 1969) és un exfutbolista i entrenador de futbol basc. És l'oncle del també exfutbolista i entrenador de futbol Gaizka Garitano.

## Carrera esportiva
Va començar en les categories inferiors de l'Athletic Club, fins que el 1987 arriba al primer equip, jugant en la primera divisió espanyola. Després de 9 temporades en el club basc, el 1995 fitxa pel Reial Saragossa, club en el qual va estar altres 6 temporades i amb el qual arriba a guanyar la Copa del Rei de l'any 2001.
Després de retirar-se com a jugador l'any 2002, segueix formant part de l'equip aragonès, al convertir-se en entrenador de les categories inferiors del club. El 14 de gener de 2008 és nomenat entrenador del primer equip, després de substituir en la banqueta a Víctor Fernández. Tot just una setmana després, el 22 de gener, va dimitir del seu càrrec per motius personals, tot i haver-se imposat al Reial Múrcia CF per 3-1.
Set mesos després de la seva dimissió com a entrenador de la primera plantilla del Reial Saragossa, Ander Garitano retorna al club aragonès, fent-se càrrec novament del Juvenil A.

## Palmarès
- Copa del Rei (2000-01)[1]

## Clubs
| Club            | Any       |
| --------------- | --------- |
| Athletic Club   | 1987-1995 |
| Reial Saragossa | 1996-2002 |